# Donec perficiam
Donec perficiam (IPA: [donek perfikiam]) és un lema en llatí que significa 'fins a reeixir', 'fins a aconseguir-ho'. Fou el lema de les Reials Guàrdies Catalanes —la guàrdia de corps del rei Carles III— durant la Guerra de Successió Espanyola. Les Reials Guàrdies Catalanes estaven sota el comandament del marquès de Foix, el coronel Antoni de Peguera i d'Aimeric, militar il·lustrat que havia estat membre de l'Acadèmia dels Desconfiats, i enquadrà els pròcers vigatans que en la diada de la Santa Creu de Crist de 1705 (3 de maig) iniciaren l'aixecament militar per a derrocar Felip V. El lema significava la idea que, malgrat les contrarietats i les derrotes, mai no es rendirien, sinó que persistirien en la lluita «fins a reeixir», és a dir, fins a aconseguir la victòria final.